# Débats et forums présidentiels du Parti républicain pour la primaire républicaine de 2024 aux États-Unis
 (septembre 2023).
La mise en forme du texte ne suit pas les recommandations de Wikipédia : il faut le « wikifier ».
Les points d'amélioration suivants sont les cas les plus fréquents :
- Les titres sont pré-formatés par le logiciel. Ils ne sont ni en capitales, ni en gras.
- Le texte ne doit pas être écrit en capitales (les noms de famille non plus), ni en gras, ni en italique, ni en « petit »…
- Le gras n'est utilisé que pour surligner le titre de l'article dans l'introduction, une seule fois.
- L'italique est rarement utilisé : mots en langue étrangère, titres d'œuvres, noms de bateaux, etc.
- Les citations ne sont pas en italique mais en corps de texte normal. Elles sont entourées par des guillemets français : « et ».
- Les listes à puces sont à éviter, des paragraphes rédigés étant largement préférés. Les tableaux sont à réserver à la présentation de données structurées (résultats, etc.).
- Les appels de note de bas de page (petits chiffres en exposant, introduits par l'outil «  Source ») sont à placer entre la fin de phrase et le point final[comme ça].
- Les liens internes (vers d'autres articles de Wikipédia) sont à choisir avec parcimonie. Créez des liens vers des articles approfondissant le sujet. Les termes génériques sans rapport avec le sujet sont à éviter, ainsi que les répétitions de liens vers un même terme.
- Les liens externes sont à placer uniquement dans une section « Liens externes », à la fin de l'article. Ces liens sont à choisir avec parcimonie suivant les règles définies. Si un lien sert de source à l'article, son insertion dans le texte est à faire par les notes de bas de page.
- La présentation des références doit suivre les conventions bibliographiques. Il est recommandé d'utiliser les modèles {{Ouvrage}}, {{Chapitre}}, {{Article}}, {{Lien web}} et/ou {{Bibliographie}}. Le mode d'édition visuel peut mettre en forme automatiquement les références.
- Insérer une infobox (cadre d'informations à droite) n'est pas obligatoire pour parachever la mise en page.

Pour une aide détaillée, merci de consulter Aide:Wikification.
Si vous pensez que ces points ont été résolus, vous pouvez retirer ce bandeau et améliorer la mise en forme d'un autre article.
 (septembre 2023).
Des débats et forums ont lieu parmi les candidats de la campagne pour l'investiture du Parti Républicain pour la présidence des États-Unis lors de l'élection présidentielle américaine de 2024. Le Comité National Républicain (RNC) a planifié des débats officiels sanctionnés par le RNC.

## Débats
En janvier 2023, le New York Times rapporte que le Comité national républicain a commencé à échanger avec les principales chaînes de télévision américaines concernant l'organisation des débats.
Le premier débat républicain a eu lieu le 23 août 2023 au Fiserv Forum à Milwaukee dans le Wisconsin, organisé par Fox News. Pour être éligible au débat, un candidat devait avoir obtenu au moins 1 % d’intention de vote dans  les sondages, reçu des dons d’au moins 40 000 personnes et signé un engagement de loyauté à soutenir celui qui remportera finalement la nomination présidentielle du parti. Donald Trump a donné une interview à Tucker Carlson pendant le même créneau horaire.
Le deuxième débat républicain s'est tenu le 27 septembre 2023 à Simi Valley, en Californie, à la bibliothèque présidentielle Ronald Reagan, organisé par Fox Business. Les exigences étaient similaires à celles du premier débat, mais le nombre de donateurs individuels requis a été porté à 50 000 et les candidats devaient obtenir un score de minimum 3 % dans les sondages. Donald Trump était dans le Michigan, volontairement en même temps que le débat, pour courtiser l'électorat ouvrier du secteur automobile auquel son rival démocrate, le président Joe Biden, avait tendu la main en leur rendant visite la veille.
Le troisième débat a eu lieu le 8 novembre 2023 au Adrienne Arsht Center à Miami, en Floride, organisé par NBC News. Les exigences étaient similaires à celles des précédents débats, mais le seuil de donateurs pour le troisième débat passe à 70 000, et le seuil dans les sondages passe à 4 %. Donald Trump organise un grand meeting à Hialeah, en Floride, le même jour, à la même heure que le débat officiel entre les candidats républicains qui se tenait à proximité.
Le quatrième débat s’est tenu le 6 décembre 2023 à l’université de l’Alabama à Tuscaloosa, en Alabama, organisé par NewsNation. Les exigences étaient similaires à celles des précédents débats, mais le seuil de donateurs passe à 80 000, tandis que le seuil dans les sondages passe à 6 %. Donald Trump ne participe pas au débat et assiste à la place à une collecte de fonds pour un Super PAC en Floride.
Le cinquième débat a eu lieu le 10 janvier 2024 à l'université Drake à Des Moines, dans l'Iowa ; il était organisé par CNN. Pour le cinquième et le septième débats, les conditions d'éligibilité à la participation ne sont plus établies par le comité national républicain mais par CNN : pour se qualifier, les candidats doivent obtenir au moins 10 % dans trois sondages nationaux distincts ou dans les États hôtes respectifs. Donald Trump, qui détient une avance considérable sur le reste des candidats et qui n'a pas participé aux quatre premiers débats, n’as également pas participé à ce débat ; à la place il a pris part le même jour à une réunion publique organisée par Fox News dans l'Iowa.
Un sixième débat est prévu le 18 janvier 2024 à Saint Anselm College à Goffstown, dans le New Hampshire. Il sera organisé par ABC News. Les conditions d’éligibilité à la participation  au débat seront établies par ABC News : pour se qualifier les candidats devront soit terminer dans les trois premiers lors des caucus de l'Iowa, soit obtenir au moins 10 % dans deux sondages nationaux ou réaliser au moins 10 % dans deux sondages du New Hampshire,.
Un septième débat est également prévu : il se tiendra le 21 janvier 2024 au New England College à Henniker, dans le New Hampshire. Il sera organisé par CNN et les conditions d’éligibilité à la participation à ce débat seront les mêmes que pour le cinquième débat.
Le RNC a annoncé le 20 juin que le premier débat présidentiel républicain aura lieu au Fiserv Forum à Milwaukee, Wisconsin le 23 août. Le second débat aura lieu le 27 septembre à la Bibliothèque présidentielle Ronald Reagan à Simi Valley, Californie.

### Audiences
Le tableau suivant liste les audiences (nombre estimé de téléspectateurs) des débats à ce jour.
| Débat | Date              | Téléspectateurs           | Réseau       |
| ----- | ----------------- | ------------------------- | ------------ |
| 1     | 23 août 2023      | 12,8 millions-13 millions | Fox News     |
| 2     | 27 septembre 2023 | À déterminer              | Fox Business |
| 3     | À déterminer      | À déterminer              | À déterminer |

### Calendrier
| N°.                                               | Date et heure                                     | Lieu                                              | Hôte                                              | Participants | Participants | Participants | Participants | Participants | Participants | Participants | Participants | Participants | Participants | Participants | Participants | Participants | Participants |
| P Présent A Absent I Invité N Non invité W Retiré | P Présent A Absent I Invité N Non invité W Retiré | P Présent A Absent I Invité N Non invité W Retiré | P Présent A Absent I Invité N Non invité W Retiré | Binkley      | Burgum       | Christie     | DeSantis     | Elder        | Haley        | Hurd         | Hutchinson   | Johnson      | Pence        | Ramaswamy    | Scott        | Suarez       | Trump        |
| ------------------------------------------------- | ------------------------------------------------- | ------------------------------------------------- | ------------------------------------------------- | ------------ | ------------ | ------------ | ------------ | ------------ | ------------ | ------------ | ------------ | ------------ | ------------ | ------------ | ------------ | ------------ | ------------ |
| 1                                                 | 23 août 2023 20h CDT                              | Fiserv Forum Milwaukee, WI                        | Fox News Rumble                                   | (no)         | P            | P            | P            | (no)         | P            | (no)         | P            | (no)         | P            | P            | P            | (no)         | (no)         |
| 2                                                 | 27 septembre 2023 18h PDT                         | Bibliothèque Reagan Simi Valley, CA               | Fox Business Rumble Univision                     | À déterminer | À déterminer | À déterminer | À déterminer | À déterminer | À déterminer | À déterminer | À déterminer | À déterminer | À déterminer | À déterminer | À déterminer | Modèle:D-W   | À déterminer |
| 3                                                 | Octobre 2023                                      | À déterminer                                      | À déterminer                                      | À déterminer | À déterminer | À déterminer | À déterminer | À déterminer | À déterminer | À déterminer | À déterminer | À déterminer | À déterminer | À déterminer | À déterminer | Modèle:D-W   | À déterminer |

### 23 août 2023 – Milwaukee, Wisconsin
| Candidats qualifiés pour le premier débat |                                 |                                                   |                                                   |                                      |                                             |                       |
| Candidat                                  | Respect du critère de donateurs | Respect des critères de sondage (selon Politico), | Respect des critères de sondage (selon Politico), | Signature de l'engagement de loyauté | Respect des trois critères/ invité au débat | Réf. additionnelle(s) |
| Candidat                                  | Respect du critère de donateurs | Sondages nationaux                                | Sondages par État                                 | Signature de l'engagement de loyauté | Respect des trois critères/ invité au débat | Réf. additionnelle(s) |
| Burgum                                    | Oui                             | Oui · (8 sondages qualificatifs)                  | Oui · (6 sondages qualificatifs de 2 états)       | Oui                                  | Oui                                         | [ 19 ]                |
| Christie                                  | Oui                             | Oui · (18 sondages qualificatifs)                 | Oui · (8 sondages qualificatifs de 3 états)       | Oui                                  | Oui                                         | [ 22 ]                |
| DeSantis                                  | Oui                             | Oui · (18 sondages qualificatifs)                 | Oui · (8 sondages qualificatifs de 3 états)       | Oui                                  | Oui                                         | [ 22 ]                |
| Pence                                     | Oui                             | Oui · (18 sondages qualificatifs)                 | Oui · (8 sondages qualificatifs de 3 états)       | Oui                                  | Oui                                         | [ 22 ]                |
| Ramaswamy                                 | Oui                             | Oui · (18 sondages qualificatifs)                 | Oui · (8 sondages qualificatifs de 3 états)       | Oui                                  | Oui                                         | [ 22 ]                |
| Scott                                     | Oui                             | Oui · (18 sondages qualificatifs)                 | Oui · (8 sondages qualificatifs de 3 états)       | Oui                                  | Oui                                         | [ 22 ]                |
| Trump                                     | Oui                             | Oui · (18 sondages qualificatifs)                 | Oui · (8 sondages qualificatifs de 3 états)       | Non                                  | Non                                         | [ 22 ]                |
| Suarez                                    | Oui                             | Oui · (2 sondages qualificatifs)                  | Non · (1 sondage qualificatif de 1 état)          | Oui                                  | Non                                         |                       |
| Johnson                                   | Oui                             | Non · (1 sondage qualificatif)                    | Oui · (2 sondages qualificatifs de 2 états)       | Oui                                  | Non                                         |                       |
| Hurd                                      | Oui                             | Non · (1 sondage qualificatif)                    | Oui · (4 sondages qualificatifs de 2 états)       | Non                                  | Non                                         |                       |
| Elder                                     | Oui                             | Non · (1 sondage qualificatif)                    | Non · (1 sondage qualificatif d'1 état)           | Oui                                  | Non                                         |                       |
| Binkley                                   | Oui                             | Non · (0 sondage qualificatif)                    | Non · (1 sondage qualificatif d'1 état)           | Non                                  | Non                                         |                       |

Le premier débat des primaires républicaines a été diffusé par Fox News et s'est tenu de 20h à 22h Heure Centrale le 23 août 2023, au Fiserv Forum à Milwaukee, Wisconsin. Il a été modéré par Bret Baier et Martha MacCallum.

### Critères
Le 2 juin 2023, le RNC a annoncé les critères pour se qualifier pour le premier débat, et il a apporté une clarification le 18 juillet. Les participants devront répondre aux critères suivants:
1. Être éligible constitutionnellement et avoir correctement déposé auprès de la Federal Election Commission.
2. Signer des engagements avant le 21 août indiquant qu'ils ne participeront à aucun débat hors RNC et qu'ils soutiendront le candidat final.
3. Prouver au RNC avant le 21 août qu'ils ont obtenu plus d'un pour cent dans trois sondages nationaux depuis juillet - ou dans deux sondages nationaux et un sondage de deux états primaires différents (Iowa, New Hampshire, Nevada, et Caroline du Sud). Les sondages doivent répondre aux normes établies par le RNC[43].
4. Prouver au RNC avant le 21 août qu'ils ont reçu des dons d'au moins 40 000 individus, avec au moins 200 de 20 états ou territoires différents[44].

Le 25 avril, Donald Trump a exprimé des doutes sur sa participation aux débats sur Truth Social, déclarant qu'il n'avait pas été consulté à leur sujet, qu'il ne voulait pas être "diffamé" et que cela était inutile vu son avance considérable dans les sondages. Il s'est dit ouvert à la participation aux débats lors d'une interview menée avec Bret Baier sur Fox News deux mois plus tard. Quelques semaines plus tard, Chris Christie a dénoncé l'exigence de l'engagement, mais a indiqué qu'il avait signé l'engagement pour monter sur scène et qu'il ne se sentirait pas lié par celui-ci.
Les règles ont été considérées comme relativement strictes, par rapport aux débats présidentiels républicains de 2016, qui avaient plusieurs nuits de débat pour accueillir les nombreux candidats qualifiés, ainsi qu'une première nuit de débat avec 17 candidats répartis en deux débats. Asa Hutchinson a déclaré qu'ils garderaient certaines campagnes hors du débat tandis que Larry Elder a décrit les règles comme "contraignantes."
Nikki Haley et Vivek Ramaswamy ont affirmé avoir reçu plus de 60 000 dons chacun. Trump, DeSantis et Tim Scott auraient également dépassé le seuil des 40 000 donateurs. Christie a annoncé avoir atteint les 40 000 donateurs le 12 juillet. Doug Burgum a déclaré avoir atteint le seuil de donateurs le 19 juillet, en partie grâce à l'offre de cartes-cadeaux de 20 $ pour des dons de 1 $.
Le 23 juillet, Politico a rapporté que six candidats s'étaient qualifiés officieusement pour le débat à la suite de la publication de deux sondages d'État de Fox News : Trump, DeSantis, Ramaswamy, Haley, Scott et Christie. Deux jours plus tard, Burgum s'est également qualifié officieusement.
Un des conseillers de Pence a annoncé que la campagne avait reçu "plus de 7 400 dons" depuis la troisième mise en examen de Trump, qui a eu lieu le 1er août. Le 7 août, Pence a annoncé qu'il avait atteint les 40 000 donateurs, se qualifiant pour les débats. Suarez a également annoncé qu'il avait atteint le seuil de donateurs.
Le 9 août, lors d'une interview sur Newsmax, Trump a déclaré qu'il ne s'engagerait pas à soutenir le futur candidat républicain, l'une des conditions pour se qualifier pour le débat. Le 14 août, le Super PAC soutenant Suarez a déclaré qu'il s'était qualifié officieusement pour le débat en obtenant quatre sondages nationaux, avec un pour cent dans chacun d'eux, bien que sa campagne ait déclaré qu'il n'y avait "aucune annonce à ce moment-là".
Le 18 août, Trump a déclaré qu'il sauterait le premier débat, préférant une interview avec Tucker Carlson. Johnson s'est qualifié officieusement pour le débat le 18 août. Le 21 août, Suarez a confirmé sa qualification officieuse pour le débat.

#### Résumé
Le débat s'est concentré sur des questions liées à la crise à la frontière avec le Mexique, l'économie, l'avortement et la politique étrangère. L'absence de Donald Trump et les accusations criminelles contre lui ont également été discutées, les candidats ayant des opinions différentes sur la possibilité de désigner quelqu'un qui pourrait être condamné pénalement comme candidat du parti. Christie a dit que Trump était "moralement inapte" à être président, tandis que lui, Haley, Burgum et Scott ont défendu les actions de Pence le jour du 6 janvier, refusant les directives de Trump pour rejeter certains grands électeurs des États. Les candidats avaient des avis différents sur l'avortement, Scott et Pence soutenant une interdiction nationale à 15 semaines, tandis que Haley jugeait cette proposition politiquement irréalisable et estimait que les États devraient décider eux-mêmes de la question,. Les observateurs ont été largement surpris par la performance de Ramaswamy, qui, et non le leader des sondages DeSantis, a été la cible des attaques des autres candidats ; ces attaques ont porté sur son manque d'expérience politique et sa promesse d'accorder un pardon présidentiel à Trump,. La déclaration de Ramaswamy selon laquelle l' "agenda du changement climatique" est un "canular" a également retenu l'attention des médias.
Différents candidats ont été cités comme le vainqueur du débat. Ramaswamy a été cité comme le gagnant par plusieurs commentateurs et médias, tandis que d'autres ont choisi DeSantis,,. D'autres ont désigné Pence comme le gagnant du débat, mettant en avant sa défense réussie de ses actions autour du 6 janvier ainsi que son appel aux conservateurs traditionnels sur les questions de politique étrangère et d'avortement. D'autres encore ont cité Haley comme la gagnante du débat, arguant qu'elle avait une position relativement calme sur les questions et qu'elle faisait appel aux électeurs modérés,.
Les sondages demandant aux téléspectateurs qui, selon eux, avait remporté le débat étaient également partagés. Un sondage FiveThirtyEight/Ipsos/Washington Post auprès des électeurs républicains a révélé qu'une pluralité de téléspectateurs pensait que DeSantis avait remporté le débat, tandis que les sondages d'Emerson, Insider Polling et Morning Consult ont désigné Ramaswamy comme le gagnant,,. Christie a été le plus souvent cité comme ayant eu la "pire" performance dans ces sondages. Le sondage de FiveThirtyEight montrait que Haley avait la plus grande augmentation de la faveur nette, tandis que Ramaswamy voyait la plus grande baisse de la faveur nette, ce que FiveThirtyEight attribuait à son style combatif. Haley a vu la plus grande augmentation de la proportion d'électeurs la considérant, passant de 30% à 47%, suivie de Burgum, DeSantis et Ramaswamy avec des augmentations plus modestes.
Dans la moyenne des sondages de RealClear Politics, Haley a connu la plus grande augmentation de soutien au cours des deux semaines suivant le débat, suivie de Pence. Trump, qui n'a pas participé, a vu la plus grande diminution de soutien, suivi de Scott. Aucun autre candidat n'a vu son soutien changer de plus de 0,6%.
| Candidat   | Sondages avant le débat (23/08) | Sondages après le débat (06/09) | ±%    |
| ---------- | ------------------------------- | ------------------------------- | ----- |
| Trump      | 55,4%                           | 53,6%                           | -1,8% |
| DeSantis   | 14,3%                           | 14,9%                           | +0,6% |
| Ramaswamy  | 7,2%                            | 6,8%                            | -0,4% |
| Pence      | 4,0%                            | 4,9%                            | +0,9% |
| Haley      | 3,2%                            | 6,1%                            | +2,9% |
| Scott      | 3,1%                            | 2,1%                            | -1,0% |
| Christie   | 3,0%                            | 2,8%                            | -0,2% |
| Hutchinson | 0,8%                            | 0,5%                            | -0,3% |
| Burgum     | 0,6%                            | 0,5%                            | -0,1% |

| Candidats  | Temps de parole, | Temps de parole, |
| Candidats  | NYT              | CNN              |
| ---------- | ---------------- | ---------------- |
| Pence      | 12:37            | 12:26            |
| Ramaswamy  | 11:47            | 11:38            |
| Christie   | 11:22            | 11:37            |
| DeSantis   | 10:22            | 10:01            |
| Haley      | 8:41             | 8:20             |
| Scott      | 8:15             | 7:57             |
| Burgum     | 8:00             | 7:50             |
| Hutchinson | 7:33             | 7:24             |

### 27 septembre 2023 – Simi Valley, Californie
| Candidats qualifiés pour le second débat |                             |                                               |                                               |                            |                            |                 |                        |                                                                                    |
| Candidat                                 | Critère de donateurs rempli | Critères de sondage remplis (selon Politico), | Critères de sondage remplis (selon Politico), | Promesse de loyauté signée | Les trois critères remplis | Invité au débat | Réf. supplémentaire(s) |                                                                                    |
| Candidat                                 | Critère de donateurs rempli | Sondages nationaux                            | Sondages étatiques                            | Promesse de loyauté signée | Les trois critères remplis | Invité au débat | Réf. supplémentaire(s) | (Les mêmes données des candidats sont maintenues avec les références respectives.) |
| Candidat retiré                          |                             |                                               |                                               |                            |                            |                 |                        |                                                                                    |

Le second débat aura lieu le 27 septembre 2023, à Simi Valley, en Californie, à la Ronald Reagan Presidential Library et sera présenté par Fox Business, Rumble et Univision. Il sera modéré par Stuart Varney, Dana Perino et Ilia Calderón.

#### Critères
Le RNC a annoncé les critères pour le second débat le 1er août 2023.
1. Signer une promesse indiquant qu'ils soutiendront le candidat final.
2. Prouver au RNC qu'ils ont obtenu plus de trois pour cent dans les sondages au 1er août ou après dans deux sondages nationaux - ou dans un sondage national et un sondage de deux états primaires différents (Iowa, New Hampshire, Nevada et Caroline du Sud) avant la date limite du 25 septembre. Les sondages doivent répondre aux normes énoncées par le RNC.
3. Prouver qu'ils ont attiré des dons d'au moins 50 000 individus, avec au moins 200 de chacun des 20 états ou territoires.
Sept candidats se sont qualifiés officieusement pour le débat avant le 15 août, selon Politico : Trump, DeSantis, Ramaswamy, Haley, Scott, Christie. Pence s'est qualifié officieusement trois jours plus tard.
Francis Suarez a suspendu sa campagne entre le premier et le second débat.
Au 5 septembre, 17 sondages se sont qualifiés pour le second débat selon l'analyse de Politico : 12 sondages nationaux, deux chacun de l'Iowa et du New Hampshire, et un de Caroline du Sud. Cependant, le RNC n'a pas confirmé ce nombre, et un sondage de Victory Insights qui semblait se qualifier a été disqualifié,.

### Octobre 2023 – Alabama
Le troisième débat se tiendra en octobre 2023, à Alabama, selon Haley ; Christie a déclaré plus tard que le troisième débat aurait lieu à Tuscaloosa, Alabama. Quatre sources anonymes du RNC ont indiqué à The Dispatch que l'University of Alabama accueillerait le troisième débat "fin octobre ou début novembre". Le président du Parti républicain de l'Alabama John Wahl (en) a déclaré qu'il ne pouvait pas commenter si l'Alabama accueillerait un débat présidentiel, bien qu'il soutenait l'idée et a dit que le parti devrait "attendre et voir".
Selon les rapports, les critères pour le troisième débat incluront :
- 60 000 dons individuels[51].

## Controverses

### Controverse sur la qualification pour le premier débat
Les participants au premier débat prévu ont été listés dans un communiqué de presse du RNC le 21 août 2023. Huit candidats ont été qualifiés selon la présidente du RNC Ronna McDaniel bien que trois autres candidats aient également prétendu avoir été qualifiés (Elder, Johnson et Suarez).
Aucune explication initiale n'a été donnée sur les raisons pour lesquelles Johnson, qui avait été qualifié selon l'analyse de Politico, ou Suarez, qui prétendait être qualifié, avaient été exclus, bien qu'il ait été indiqué plus tard que l'un des sondages de Victory Insights, que Johnson avait utilisé pour son total, a été écarté car il "n'a interrogé que les électeurs de 38 États". Un sondage de Rasmussen Reports, que la campagne d'Elder croyait l'aider à se qualifier, a été rejeté car le RNC a déclaré qu'il n'était pas "un sondage national".

### Financement des sondages
Les candidats ont critiqué le RNC pour avoir financé certains des sondages utilisés pour déterminer les qualifications pour le débat. Un total de 32 sondages ont été utilisés pour déterminer les qualifications pour le premier débat; le RNC a financé 11 d'entre eux.
Johnson a commencé ses attaques contre la direction du RNC et les règles du débat. Elder a également critiqué les critères de collecte de fonds et les tactiques de financement des campagnes de Johnson, Ramaswamy, et Burgum et a suggéré que les règles du débat étaient truquées en faveur de DeSantis.
Johnson a déclaré le 21 août qu'il se rendrait toujours à Milwaukee pour assister au débat. Elder a déclaré le lendemain qu'il prévoyait d'assister au débat malgré tout. Finalement, ni Elder ni Johnson n'ont été invités ou n'ont assisté au débat. Elder a déclaré que "Non seulement j'ai été exclu du débat, mais j'ai aussi été exclu du lieu du débat. Ils ont affiché un avis et ont dit à la sécurité que si Elder ou la campagne d'Elder se présentaient, de ne pas les laisser entrer. Alors, qu'est-ce que je suis maintenant, un terroriste?" La correspondante de NBC Dasha Burns a posté une photo sur les médias sociaux qui était sur le bureau de sécurité et qui détaillait qui n'était pas autorisé au lieu du débat. Cela incluait Elder et sa campagne, trois membres du personnel de Trump (Jason Miller, Justin Caparole et Danny Tiso) et les références de la campagne de Vivek Ramaswamy. Fox News a précisé qu'il n'était pas impliqué dans la "production du document" et n'avait pas "sanctionné" le libellé.
McDaniel a défendu les critères, déclarant qu'« ils ont été appliqués [...] de manière égale à chaque candidat », tout comme Keith Schipper, un porte-parole du RNC.

## Forums
En plus des RNC sanctionnant les débats, de nombreuses organisations privées organisent des forums axés sur certains enjeux et candidats. Contrairement aux débats, les candidats ne répondent pas directement les uns aux autres lors des forums.
| N° | Nom | Date et lieu | Hôte | Ref | Participants | Participants | Participants | Participants | Participants | Participants | Participants | Participants | Participants | Participants | Participants | Participants | Participants | Participants |
| P Participant. I Invité. N Non invité. A Invité absent. O Hors course (n'a pas encore annoncé sa candidature). W Retiré. | P Participant. I Invité. N Non invité. A Invité absent. O Hors course (n'a pas encore annoncé sa candidature). W Retiré. | P Participant. I Invité. N Non invité. A Invité absent. O Hors course (n'a pas encore annoncé sa candidature). W Retiré. | P Participant. I Invité. N Non invité. A Invité absent. O Hors course (n'a pas encore annoncé sa candidature). W Retiré. | P Participant. I Invité. N Non invité. A Invité absent. O Hors course (n'a pas encore annoncé sa candidature). W Retiré. | Binkley      | Burgum       | Christie     | DeSantis     | Elder        | Haley        | Hurd         | Hutchinson   | Johnson      | Pence        | Ramaswamy    | Scott        | Suarez       | Trump        |
| --- | --- | --- | --- | --- | ------------ | ------------ | ------------ | ------------ | ------------ | ------------ | ------------ | ------------ | ------------ | ------------ | ------------ | ------------ | ------------ | ------------ |
| 1 | Forum 'Vision 24' | 18 mars 2023 N. Charleston, SC                                                                                           | Conseil de la Famille de Palmetto                                                                                        | [ 103 ] | O            | O            | O            | O            | O            | P            | O            | P            | A            | O            | P            | P            | O            | A            |
| 2 | Forum de leadership de la NRA-ILA                                                                                        | 14 avril 2023 Indianapolis, IN                                                                                           | Institut NRA pour l'Action Législative                                                                                   | [ 104 ] | N            | O            | O            | O            | O            | A            | O            | P            | A            | P            | P            | O            | O            | P            |
| O | O | O | O | O | P            | O            | P            | A            | O            | P            | P            | O            | A            |              |              |              |              |              |
| 2 | Forum de leadership de la NRA-ILA                                                                                        | 14 avril 2023 Indianapolis, IN                                                                                           | Institut NRA pour l'Action Législative                                                                                   | [ 104 ] | N            | O            | O            | O            | O            | A            | O            | P            | A            | P            | P            | O            | O            | P            |
| 7 | Sommet du leadership FAMiLY                                                                                              | 14 juillet 2023 Des Moines, IA                                                                                           | The Family Leader | [ 105 ] | (no)         | (no)         | (no)         | P            | (no)         | P            | (no)         | P            | (no)         | P            | P            | P            | (no)         | A            |
| 8 | Dîner Lincoln | 28 juillet 2023 Des Moines, IA                                                                                           | Parti Républicain de l'Iowa                                                                                              | [ 106 ] | P            | P            | (no)         | P            | P            | P            | P            | P            | P            | P            | P            | P            | P            | P            |
| 9 | Le Rassemblement | 18 août 2023 Atlanta, GA                                                                                                 | Erick Erickson | [ 107 ] | (no)         | (no)         | P            | P            | (no)         | P            | (no)         | (no)         | (no)         | P            | P            | P            | (no)         | (no)         |